# مرسر (داکوتای شمالی)
مرسر(به انگلیسی: Mercer) شهری در ایالت داکوتای شمالی کشور ایالات متحده آمریکا است که جمعیت آن در سرشماری سال ۲۰۱۰ میلادی، ۹۴ نفر بوده‌است.